# Molesworth
Molesworth – wieś w Anglii, w Cambridgeshire, w dystrykcie Huntingdonshire, w civil parish Brington and Molesworth. W 1931 civil parish liczyła 114 mieszkańców.